# Nikki by Starlight
Nikki by Starlight est le quatrième album studio de Nikki Yanofsky, publié le 21 octobre 2022.
C'est un album constitué exclusivement de reprises de chansons américaines.
L'album a reçu une nomination dans la catégorie album jazz vocal de l'année aux Prix Juno de 2023.

## Liste des chansons
| No  | Titre                                                     | Paroles                       | Musique              | Durée |
| --- | --------------------------------------------------------- | ----------------------------- | -------------------- | ----- |
| 1.  | I Get Along Without You Very Well (Except Sometimes) (en) | Hoagy Carmichael              | Hoagy Carmichael     | 03:43 |
| 2.  | Comes Love (en)                                           | Lew Brown et Charles Tobias   | Sam H. Stept (en)    | 03:43 |
| 3.  | Crazy He Calls Me (en)                                    | Bob Russell (songwriter) (en) | Carl Sigman          | 02:30 |
| 4.  | I Get a Kick Out of You                                   | Cole Porter                   | Cole Porter          | 02:41 |
| 5.  | Comment Allez Vous                                        | Murray Grand (en)             | Murray Grand (en)    | 02:19 |
| 6.  | Stella by Starlight                                       | Ned Washington                | Victor Young         | 03:13 |
| 7.  | They Say It’s Spring                                      | Marty Clarke                  | Bob Haymes (en)      | 03:42 |
| 8.  | It Never Entered My Mind                                  | Lorenz Hart                   | Richard Rodgers      | 03:35 |
| 9.  | C'est si bon                                              | André Hornez                  | Henri Betti          | 02:52 |
| 10. | West Coast Blues                                          | Wes Montgomery                | Wes Montgomery       | 02:39 |
| 11. | Let Me Love You                                           | Bart Howard                   | Bart Howard          | 03:19 |
| 12. | Quiet Nights of Quiet Stars (Corcovado)                   | Gene Lees                     | Antônio Carlos Jobim | 03:05 |
| 13. | Estate                                                    | Bruno Brighetti               | Bruno Martino        | 04:11 |
| 14. | You Stepped Out of a Dream (en)                           | Gus Kahn                      | Nacio Herb Brown     | 04:23 |
| 15. | Some Other Time                                           | Betty Comden et Adolph Green  | Leonard Bernstein    | 04:10 |

## Clips Vidéos
- Comes Love (en), le 4 novembre
- C'est si bon, le 11 novembre

## Anecdote
C'est si bon est le seul titre de l'album qui est interprété en français.
En 2014, Nikki Yanofsky avait chanté cette chanson au Nice Jazz Festival qui était le festival où Suzy Delair avait fait découvrir la chanson à Louis Armstrong en la chantant devant lui pendant la première édition en février 1948.